# 176-я танковая бригада
 176-я отдельная танковая бригада  — танковая бригада Красной армии в годы Великой Отечественной войны.
Сокращённое наименование — 176 отбр.

## Боевой и численный состав
Бригада сформирована по штатам № 010/280-010/287 от 14.07.1942 г.:
- Управление бригады [штат № 010/280]
- 384-й отд. танковый батальон [штат № 010/281]
- 385-й отд. танковый батальон [штат № 010/282]
- Моторизованный стрелково-пулеметный батальон [штат № 010/283]
- Противотанковая батарея [штат № 010/284]
- Рота управления [штат № 010/285]
- Рота технического обеспечения [штат № 010/286]
- Медико-санитарный взвод [штат № 010/287]

## Подчинение
Периоды вхождения в состав Действующей армии:
- с 30.06.1942 по 19.09.1942 года.

| Дата            | Фронт (округ)             | Армия              | Корпус             | Дивизия | Бригада | Примечания |
| --------------- | ------------------------- | ------------------ | ------------------ | ------- | ------- | ---------- |
| 01.03.1942 года | Приволжский военный округ |                    |                    |         |         |            |
| 01.04.1942 года | Приволжский военный округ |                    |                    |         |         |            |
| 01.05.1942 года | Приволжский военный округ |                    |                    |         |         |            |
| 01.06.1942 года | Приволжский военный округ |                    |                    |         |         |            |
| 01.07.1942 года | Юго-Западный фронт        |                    |                    |         |         |            |
| 01.08.1942 года | Сталинградский фронт      | 4-я танковая армия | 22-танковый корпус |         |         |            |
| 01.09.1942 года | Сталинградский фронт      |                    |                    |         |         |            |
| 01.10.1942 года | Приволжский военный округ |                    |                    |         |         |            |

## Командиры

### Командиры бригады
- Семянищев Павел Сергеевич, подполковник (пропал б/вести 29.07.1942), на 22.07.1942 года.[1]
- Попов Алексей Михайлович, полковник, ид, 15.08.1942 — 17.10.1942 года.

### Начальники штаба бригады
- Томасов, капитан, на сентябрь 1942 года.

### Начальник политотдела, заместитель командира по политической части
- Плашанин Александр Андреевич, батальонный комиссар, 19.03.1942 — 17.10.1942 года.[2]